# Sagokung

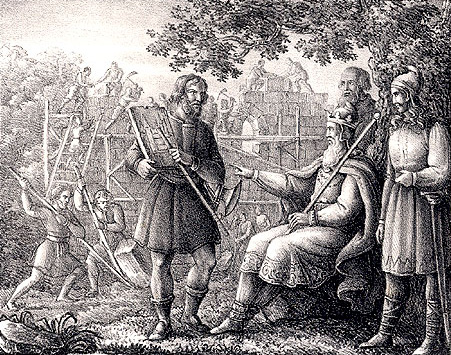
I svensk historieskrivning har funnits skrönor som att guden Frö (Frej) från början skulle ha varit en människa och kung i Uppsala, och byggt Uppsala hednatempel. Illustration av Hugo Hamilton från Teckningar ur Skandinaviens Äldre Historia, utgiven 1830.

En sagokung är en påstådd forntida härskare, som endast är känd från relativt sena, ofta litterära källor. En sagokung är inte känd från samtida eller någorlunda samtida kvarlevor som mynt, inskriptioner, diplom, krönikor eller annaler. En sagokung kan därför inte bevisas vara en historisk person.

## Ordets betydelse
Beteckningen ”sagokung” kan missförstås. Den betyder inte att alla så benämnda gestalter med säkerhet är uppdiktade eller ohistoriska. ”Saga” betydde ursprungligen en (allvarligt menad) ”utsaga”, men nutida svensktalande kan tolka ordet enligt den moderna betydelsen, som är att ”saga” betyder en (ej av någon trodd) ”hopdiktad … berättelse”. Det sammansatta ordet ”sagokung” började användas på svenska som historisk fackterm ganska sent, när det fastslogs att inget kunde bevisas om kungar i Sverige före Erik Segersäll. Vid den tiden hade ”saga” i allmänspråket kommit att betyda ”fantasiberättelse”, men historikerna avsåg uppenbarligen att ordet skulle associeras med sagalitteratur snarare än folksaga. ”Sagokung” är alltså en värderingsmässigt neutral beteckning, som primärt syftar på att de enda uppgifterna om en person finns i en eller flera (relativt sena) utsagor, och att personens existens därför inte kan bevisas.

## Sagokungar med olika sannolikhet av historicitet

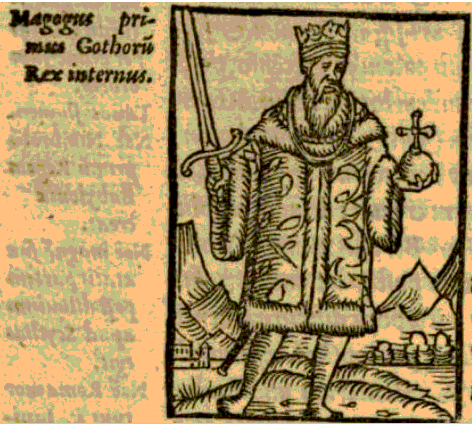
Noaks sonson Magog, påhittad svensk kung.

Samlingsbegreppet ”sagokung” inrymmer olika kategorier med olika grad av historisk sannolikhet. För det första finns gestalter som omöjligt kan vara historiska, och uppenbart är just sagofigurer i den moderna betydelsen. Till exempel påstår Snorre Sturlasson att de mytologiska Oden, Tor och Frö (Frej) ursprungligen var kungar. Det finns sagokungar som genast kan falsifieras eftersom de uppenbart är skapelser av författaren till texten som nämner kungen. Till exempel införde Johannes Magnus ett från bibeln hämtat namn Magog i Sveriges regentlängd.
För det andra finns sagokungar som inte framställs på ett orimligt sätt och inte uppenbart är skapade av författaren till källan som nämner dem, men som inte kan diskuteras i seriös historisk forskning, eftersom de bara nämns i en sen litterär tradition. En sådan gestalt är Domalde (avbildad på Carl Larssons målning Midvinterblot) som endast omnämns i traditionen som är nedskriven i Ynglingatal och Ynglingasagan.
För det tredje finns ”halvhistoriska” sagokungar, som omnämns i senare litterära texter som blandar myt med realistiska berättelser. Omnämnanden i minst två källor har setts som en indikation på historicitet, även om källorna är av låg kvalitet. Några av dessa kungar kan ha funnits, men det är omöjligt att bevisa det. Sådana gestalters historicitet har diskuterats av historiker på 1900‐talet, eftersom de nämns i flera källor som har ansetts vara oberoende av varandra. Nu råder konsensus att källornas låga kvalitet gör det omöjligt att bevisa att kungarna är historiska. Ett exempel inom nuvarande Sveriges gränser är Adils, som omnämns i Ynglingatal och Beowulfkvädet.  I enlighet med ett föråldrat synsätt framställdes Adils som säkert historisk i Svenskt biografiskt lexikon (1918).
För det fjärde finns kungar som omnämns i någorlunda samtida, någorlunda pålitliga källor; dessa kungar är troligen historiska. Exempel från östnordiskt område är Huglek (Hugleik) från 500‐talet och Björn från 800‐talet. Dessa gestalter är alltså inte egentliga sagokungar, men de kan inte inordnas i en politisk historia eller regentlängd, eftersom de bara representerar enstaka ljusglimtar i ett annars nästan totalt källmörker. Av detta skäl, och eftersom uppgifterna om dem är knapphändiga, och det inte är absolut säkert att de funnits, behandlas nordiska kungar tillhörande denna kategori i praktiken som sagokungar, och medtas inte när regentlängder sammanställs.

## Sagokungars roll i länders självuppfattning
Sagokungar har spelat en roll i de försök som ledande skikt i olika riken har gjort att förhärliga rikets historia. I Sverige har göticistisk historieskrivning till stor del byggt på sagokungar från isländska källor eller inhemska svenska falsarier. På 1800‐talet undervisades skolelever om en svensk politisk historia som var dubbelt så lång som den nutida källkritiska historieskrivningen.
| ”                                                                 | Ynglingaättens samtliga sagokungar och deras bedrifter inlärdes med stor sorgfällighet, och vi lärde oss att räkna upp dem lika noggrant som Vasaättens. | „ |
| – Olof Arvid Stridsberg, Läroverksminnen från Stockholm 1843–1848 | |   |

Ännu på 1900‐talet fick svenska folkskoleelever lära sig att det funnes en kärna av sanning i berättelsen om sagokungen Ingjäld Illråde (Ingjald Illråde), som skulle ha skapat kärnan till nuvarande Sverige med våld genom att foga flera landskap till sitt Uppsalabaserade småkungarike. Senare forskare har insett, att både de enskilda kungarna och de stora dragen i Sveriges sagohistoria (att Sverige uppstått genom territoriell erövring) inte går att säkert belägga.
Andra riken som traditionellt har inlett sina regentlängder med sagohärskare är Japan, Kina, Romarriket och Storbritannien.